# チャッターボックス
株式会社チャッターボックスは、東京都港区にある日本の芸能事務所である。

## 概要
2025年7月設立。くりぃむしちゅーやマツコ・デラックス、有働由美子らが所属していたナチュラルエイトの代表取締役による金銭トラブルが一部週刊誌に報じられ、事実関係の調査を行う関係上、マネジメント業務に専念することが難しいということもあり、事務所の所属タレント全員が円満退社・独立という形で、くりぃむ、マツコ、有働の4人が中心となって新たに設立された。所属タレントは前事務所から移籍したメンバー5組。
社名の「チャッターボックス」の意味は「おしゃべりなやつら」。

## 所属タレント
- くりぃむしちゅー（上田晋也・有田哲平）
- マツコ・デラックス
- 有働由美子
- コトブキツカサ
- エイトブリッジ（別府ともひこ・篠栗たかし）